# 천천중학교 (경기)
천천중학교(泉川中學校)는 대한민국 경기도 수원시 장안구 천천동에 있는 공립 중학교이다.

## 학교 연혁
- 2002년 1월 10일 : 천천중학교 설립인가(36학급)
- 2002년 3월 1일 : 초대 황숙정 교장 취임
- 2002년 3월 5일 : 개교, 신입생 입학(8학급 352명)
- 2005년 2월 15일 : 제1회 졸업(8학급 350명)
- 2015년 2월 15일 : 제11회 졸업생 12학급 462명 (총 5,572명)
- 2021년 9월 1일 : 제8대 김대중 교장 취임
- 2023년 12월 12일 : 제20회 졸업생 11학급 358명
- 2024년 3월 4일 : 제23회 신입생 입학(10학급 320명)

## 참고 자료
- 천천중학교 - 한국교육학술정보원 학교알리미